# Дубровське (Ічалківський район)
Дубро́вське (рос. Дубровское, ерз. Дубровское) — село у складі Ічалківського району Мордовії, Росія. Входить до складу Ладського сільського поселення.

## Населення
Населення — 152 особи (2010; 213 у 2002).
Національний склад (станом на 2002 рік):
- росіяни — 91 %